# Tramwaje w Willemstad
Tramwaje w Willemstad − zlikwidowany system komunikacji tramwajowej w mieście Willemstad, stolicy Curaçao, działający w latach 1887−1920.

## Historia
Pierwszą linię od długości ok. 2 km otwarto w Willemstad w 1887 roku we wschodniej części miasta (Punda), był to tramwaj konny. Dwa wagony zakupione do obsługi linii kursowały na trasie Pietermaaiweg − Concordia Plein − Schaarloweg − Van Raderstraat.
Linia była zarządzana przez Curaçaosche Tramweg Maatschappij. 1 czerwca 1896 r. spółka Curaçaosche Paarden Spoorweg Maatschappij otworzyła linię tramwaju konnego w zachodniej części miasta (Otrobanda). Linia tramwajowa została poprowadzona wzdłuż Breedestraat i Rodeweg. Linią tę zamknięto jeszcze w grudniu tego samego roku. Z powodu niewywiązywania się z umowy rozwiązano koncesję z firmą Curaçaosche Tramweg Maatschappij i podpisano umowę z nową firmą, Curaçaoschen Tramwegdienst. W marcu 1909 roku spółka ta zamówiła w firmie United Electric w Preston dwa dwukierunkowe tramwaje benzynowe i otrzymała zgodę na budowę nowej linii tramwajowej. Tory nowej linii wybudowano obok już istniejącej trasy tramwaju konnego. Rozstaw szyn na trasie wynosił 1000 mm. Otwarcie tej linii nastąpiło we wrześniu 1911 roku. Linię tę z powodu rosnącej konkurencji ze strony autobusów zamknięto w lipcu 1920 roku.